# Ardovo
Ardovo (hongrois : Pelsőczardó) est un village de Slovaquie situé dans la région de Košice.

## Histoire
La première mention écrite du village date de 1293.
La localité fut annexée par la Hongrie après le premier arbitrage de Vienne le 2 novembre 1938. En 1938, on comptait 332 habitants. Elle faisait partie du district de Tornaľa (hongrois : Tornaljai járás). Le nom de la localité avant la Seconde Guerre mondiale était Ardovo/Ardó. Durant la période 1938 - 1945, le nom hongrois Pelsőcardó était d'usage. À la libération, la commune a été réintégrée dans la Tchécoslovaquie reconstituée.

## Démographie

### Évolution de la population
| Année:               | 1994. | 2004.   | 2014.   | 2024.    |
| -------------------- | ----- | ------- | ------- | -------- |
| Nombre de personnes: | 174   | 180     | 169     | 144      |
| Différence:          |       | +3,44 % | -6,11 % | -14,79 % |

| Année:               | 2023. | 2024.   |
| -------------------- | ----- | ------- |
| Nombre de personnes: | 147   | 144     |
| Différence:          |       | -2,04 % |